# (14919) Robertohaver
(14919) Robertohaver est un astéroïde de la ceinture principale.

## Description
(14919) Robertohaver est un astéroïde de la ceinture principale. Il fut découvert le 6 août 1994 à San Marcello Pistoiese par Andrea Boattini et Maura Tombelli. Il présente une orbite caractérisée par un demi-grand axe de 2,39 UA, une excentricité de 0,09 et une inclinaison de 12,5° par rapport à l'écliptique.

## Compléments